# 斎藤信治
斎藤 信治（さいとう しんじ、1945年 - ）は、日本の法学者（刑法）。中央大学名誉教授（法科大学院）。元司法試験考査委員。新潟県出身

## 経歴[1]
1963年新潟県立長岡工業高等学校卒業。1963年中央大学法学部通信教育課程入学。その後、同法学部二部編入。1968年中央大学法学部卒業。同年、同法学部助手。
司法試験合格。1973年中央大学法学部助教授。1980年同法学部教授。2004年中央大学大学院法務研究科教授に就く。2015年3月中央大学大学院法務研究科教授退職。同名誉教授。
この他、1997年12月から2006年12月まで旧司法試験第二次試験考査委員や1997年4月から2001年3月まで法務省入札監視委員会委員なども務めた。また、在学中は真法会に所属。

## 著書
- 『刑法総論』（有斐閣、1993年初版・2008年第6版）
- 『刑法各論』（有斐閣、2001年初版・2009年第3版）

## 主要業績
- 『不法領得の意思　1・2・3』（法学新報 79巻8号・79巻11号・86巻4〜6号、1972年/1979年）
- 『心臓移植はまだ許されないか』（法學新報 93巻3号/5号、1986年）
- 『賄賂罪の保護法益　1・2・3』（法学新報 96巻1号・2号・96巻3号/4号・96巻5号、1989年/1990年）
- 『詐欺罪の基本的諸問題 : 訴訟詐欺・キセル乗車・自己名義クレジットカード不正使用・悪徳商法に関連して』（法學新報 103巻4号/5号、1997年）
- 香川達夫, 川端博編『刑法Ⅰ（新判例マニュアル）』（分担執筆、三省堂、1998年）
- 『過失犯における予見可能性』（中央ロー・ジャーナル 4巻2号、2007年）
- 『無罪方向における伝聞証拠等の許容性の拡張』（中央ロー・ジャーナル 6巻3号、2009年）